# Eumerus arnoldii
Eumerus arnoldii är en tvåvingeart som beskrevs av Stackelberg 1952. Eumerus arnoldii ingår i släktet månblomflugor, och familjen blomflugor.
Artens utbredningsområde är Turkmenistan. Inga underarter finns listade i Catalogue of Life.